# Jan Schiffer

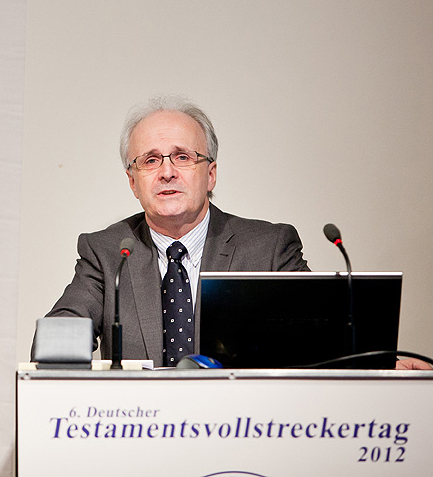
Karl Jan Schiffer

Karl Jan Schiffer (* 3. Mai 1958 in Wuppertal) ist ein deutscher Autor, Dozent und promovierter Jurist.
Schiffer ist Gründer der Rechtsanwaltskanzlei SP§P Schiffer & Partner in Bonn und Leiter des Praxisinstituts für Haftungs- und Risikofragen in Unternehmen. Schiffer kommentiert in angesehenen Fachkommentaren und veröffentlicht regelmäßig Fachbücher sowie Fachaufsätze. Schiffer ist unter anderem in den Aufsichtsorganen der Unternehmen Heine + Beisswenger und Vogel Communications Group tätig.

## Leben
Schiffer promovierte zur Internationalen Wirtschaftsschiedsgerichtsbarkeit an der Universität zu Köln und begann seine Laufbahn als Prozessanwalt. Seit 1990 berät Schiffer Unternehmen und Organisationen zu Themenschwerpunkten wie Stiftungsrecht, Unternehmensnachfolge und Haftungsfragen.
Als Rechtswissenschaftler doziert er für diverse Weiterbildungseinrichtungen, u. a. ist er Gastdozent der Bundesfinanzakademie. Er hat einen Lehrauftrag für Start-Up-Recht an der Hochschule Bonn-Rhein-Sieg. 2009 wurde Schiffer von der Wirtschaftswoche zu den 25-Top-Erbrechtsanwälten in Deutschland gewählt. 2020 wählte ihn die Zeitschrift erneut in die Liste der Top-Erbrechtsanwälte in Deutschland. Im Auftrag des damaligen bayerischen Kulturministers Hans Zehetmair (CSU) erarbeitete Schiffer 2002 ein Gutachten zur Nachfolgeregelung Wolfgang Wagners als Leiter der Bayreuther Festspiele.
Im Rahmen der Diskussion um die Höhe der Vergütung von Managern vertritt Schiffer die Auffassung, dass es sich bei der Managervergütungen nicht um unbegrenzt abzugsfähige Betriebsausgaben handelt. Das Problem sei deshalb bereits im Rahmen der bestehenden Steuergesetze lösbar.
Schiffer engagiert sich ehrenamtlich in zahlreichen Vereinen und Gesellschaften und ist Vorsitzender des Vereins für Bonner Stiftungen e. V.

## Publikationen (Auswahl)
Als Autor und Herausgeber veröffentlicht Schiffer zu wirtschaftsrechtlichen und steuerrechtlichen Themen sowie zum Stiftungsrecht. Für den zerb-verlag in Bonn  betreibt Schiffer das Internetportal stiftungsrecht-plus.de.
- Die Reform des Stiftungsrechts, zerb 2022 (Schiffer, Pruns, Schürmann), ISBN 978-3-95661-122-3
- Die Stiftung, zerb 2016
- Die Stiftung in der Beraterpraxis, 4. Aufl., zerb 2016, ISBN 978-3-95661-030-1
- Erben, vererben, verschenken – Werte erhalten und Steuerfehler vermeiden, Cornelsen 2010 (Schiffer, Reinke), ISBN 978-3-411-86457-7
- Steuerprüfung – So prüft das Finanzamt Selbstständige und Unternehmen, Beck 2009, ISBN 978-3-406-59359-8
- Testament – Was Privatleute und Unternehmer wissen sollten, Cornelsen 2007, ISBN 	978-3-589-23833-0
- Ehevertrag – Als Unternehmer und privat ein sensibles Thema meistern, Cornelsen 2. Aufl. 2007, 1. Aufl. Schiffer/Scherf, Berlin 2006, ISBN 978-3-589-23806-4
- Haftung – persönliche Risiken in Beruf und Unternehmen vermeiden, Cornelsen 2. Aufl. 2007, (Schiffer/von Schubert), ISBN 978-3-589-23816-3
- Mandatspraxis Schiedsgerichtsbarkeit und Mediation, Carl Heymanns Verlag 2. Aufl. 2005
- Haftungsgefahren im Unternehmen – Ein Handbuch für Unternehmer, Führungskräfte und deren Berater, 2004 Neue Wirtschaftsbriefe, Schiffer/Rödl/Rott (Hrsg.)
- Stiftungsrecht, 3. Aufl., Fischer Taschenbuch Verlag 2001 (Hennerkes/Schiffer)